# الیا جیانی
الیا جیانی (انگلیسی: Elia Giani؛ زادهٔ ۲۰ دسامبر ۲۰۰۰) بازیکن فوتبال است.
از باشگاه‌هایی که در آن بازی کرده‌است می‌توان به باشگاه فوتبال پیزا اشاره کرد.